# FC 낭트
풋볼 클뢰브 드 낭트(Football Club de Nantes)는 프랑스의 축구 클럽으로 루아르아틀랑티크주 낭트를 연고로 하며, 현재 리그 1에서 경기하고 있다. 인상적인 역사가 있는 클럽 가운데 하나로, 프랑스 축구에선 리그 1에서 8번의 우승, 쿠프 드 프랑스에서 3번의 우승 경력을 가지고 있다. 그와 더불어 유럽 무대에선 UEFA컵 위너스컵 1979-1980과 UEFA 챔피언스리그 1995-96에서 준결승전까지 오른 적이 있다.
또한 이 팀의 유스 시스템에서 성장한 선수로는 마르셀 드사이, 디디에 데샹, 크리스티앙 카랑뵈, 이용재와 같은 선수들이 있다.

## 역대 주요 성적

### 국내 대회
- 리그 1
  - 우승 (8): 1964–65, 1965–66, 1972–73, 1976–77, 1979–80, 1982–83, 1994–95, 2000–01
- 쿠프 드 프랑스
  - 우승 (3): 1978–79, 1998–99, 1999–2000
- 쿠프 드 라 리그
  - 우승 (1): 1964–65
- 쿠프 강바르델라 
  - 우승 (1): 2002
- 트로페 데 샹피옹
  - 우승 (3): 1965, 1999, 2001

### 국제 대회
- UEFA 챔피언스리그
  - 준결승 (1): 1995–96
- UEFA 컵위너스컵
  - 준결승 (1): 1979–80
- 코파 델레 알피
  - 우승 (1): 1982

## 선수 명단

### 현역
참고: FIFA 자격 규정에 따라 소속된 국가대표팀 국기를 표시합니다. 선수는 복수의 FIFA 비회원국 국적을 가지고 있을 수 있습니다.
| 번호 | 포지션 | 국적     | 이름                                |
| ---- | ------ | -------- | ----------------------------------- |
| 1    | GK     |          | 알반 라퐁                           |
| 2    | DF     | 아이티   | 장 케빈 두베른                      |
| 5    | MF     |          | 페드로 치리베야                     |
| 6    | MF     |          | 도글라스 아우구스투 소아리스 고메스 |
| 7    | FW     | 카메룬   | 이그나티우스 가나고                 |
| 10   | FW     | 짐바브웨 | 티노 카데웨어                       |
| 11   | DF     | 과들루프 | 마커스 코코                         |

| 번호 | 포지션 | 국적       | 이름              |
| ---- | ------ | ---------- | ----------------- |
| 21   | DF     | 카메룬     | 장샤를 카스텔레토 |
| 27   | FW     | 나이지리아 | 모세스 시몬       |
| 31   | FW     | 이집트     | 모스타파 모하메드 |

## 역대 감독
| 감독                  | 임기        |
| --------------------- | ----------- |
| 미로슬라브 블라제비치 | 1988 ~ 1991 |
| 레날 드누에           | 1997 ~ 2001 |
| 자페 은도람           | 2007        |
| 세르지우 콘세이상     | 2016 ~ 2017 |
| 바히드 할릴호지치     | 2018 ~ 2019 |
| 앙투안 콩부아레       | 2021 ~      |